# Joost Buitenweg
Pour les articles homonymes, voir Buitenweg.
Joost Buitenweg, né le 24 mai 1967 à Amsterdam, est un acteur, producteur et réalisateur néerlandais.

## Filmographie

### Cinéma et téléfilms
- 1990-1992 : Goede tijden, slechte tijden de Reg Watson : Rien Hogendoorn
- 1993 : Ad fundum : Bol
- 1994 : Vrouwenvleugel (nl) : Alfred Willems
- 1994-2003 : Sam Sam: Lex Pijnakker
- 1995 : Vraag 't aan Dolly: Inspecteur Glansmeijer
- 1996 : Oppassen!!! (nl) : Richard
- 1996 : M'n dochter en ik (nl) : Guus
- 1997 : Kees & Co. (nl) : Marco Krabbé
- 1998 : Coronation Street: Taxichauffeur op Schiphol
- 2005 : Kameleon 2 (nl) : Hornstra
- 2008 : Alibi : Agent
- 2012 : Rode Gordijnen
- 2012 : Als je verliefd wordt (nl)
- 2014 : Het nieuws van Sint (nl) : Bakker
- 2014 : Flikken Maastricht : Freriks